# Wielki Liberace
Wielki Liberace (tyt. oryg. Behind the Candelabra, 2013) – amerykański dramat biograficzny w reżyserii Stevena Soderbergha. Adaptacja biografii Behind the Candelabra: My Life with Liberace autorstwa Scotta Thorsona.
Premiera filmu odbyła się 21 maja 2013 roku, podczas 66. Międzynarodowego Festiwalu Filmowego w Cannes, gdzie film brał udział w Konkursie Głównym. Polska premiera filmu nastąpiła 27 października 2013 w ramach 4. American Film Festival we Wrocławiu.

## Obsada
- Michael Douglas jako Liberace
- Matt Damon jako Scott Thorson
- Dan Aykroyd jako Seymour Heller
- Rob Lowe jako Dr Jack Startz
- Debbie Reynolds jako Frances Liberace
- Scott Bakula jako Bob Black
- Tom Papa jako Ray Arnett
- Nicky Katt jako Pan Y
- Cheyenne Jackson jako Billy Leatherwood
- Paul Reiser jako Pan Felder
- Boyd Holbrook jako Cary James

i inni

## Nagrody i nominacje
66. Międzynarodowy Festiwal Filmowy w Cannes
- nominacja: Złota Palma − Steven Soderbergh

71. ceremonia wręczenia Złotych Globów
- nagroda: najlepszy miniserial lub film telewizyjny
- nagroda: najlepszy aktor w miniserialu lub filmie telewizyjnym − Michael Douglas
- nominacja: najlepszy aktor w miniserialu lub filmie telewizyjnym − Matt Damon
- nominacja: najlepszy aktor drugoplanowy w miniserialu, serialu lub filmie telewizyjnym − Rob Lowe

20. ceremonia wręczenia nagród Gildii Aktorów Ekranowych
- nagroda: wybitny występ aktora w miniserialu lub filmie telewizyjnym − Michael Douglas
- nominacja: wybitny występ aktora w miniserialu lub filmie telewizyjnym − Matt Damon

18. ceremonia wręczenia Satelitów
- nominacja: najlepszy miniserial/film telewizyjny
- nominacja: najlepszy aktor w miniserialu lub filmie telewizyjnym − Matt Damon
- nominacja: najlepszy aktor w miniserialu lub filmie telewizyjnym − Michael Douglas